# Pacar Kembang
Pacar Kembang is een bestuurslaag in het regentschap Soerabaja van de provincie Oost-Java, Indonesië. Pacar Kembang telt 35.911 inwoners (volkstelling 2010).